# Disputatio

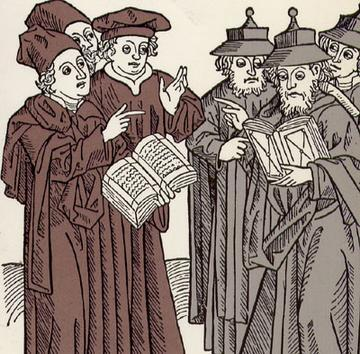
Une disputatio entre des clercs chrétiens et des Juifs (1483).

Dans la scolastique médiévale, la disputatio était, avec la lectio, une des méthodes essentielles et omniprésentes d'enseignement et de recherche, ainsi qu'une technique d'examen dans les universités à partir du début du XIIIe siècle. Le terme désignera progressivement ensuite les débats sur les sujets de théologie, d'abord entre juifs et chrétiens, puis à l'époque de la Réforme. 

## Ladisputatiouniversitaire
À l'origine, la disputatio consistait en une discussion organisée selon un schéma dialectique sous la forme d'un débat oral entre plusieurs interlocuteurs, en général devant un auditoire et parfois en public. Le jour où une disputatio devait se tenir, les cours étaient suspendus. Les bacheliers de la faculté ainsi que les étudiants du maître devaient y assister. L'expression se trouve déjà chez Cicéron dans les Tusculanes, qui constituent un dialogue philosophique.
Ce débat se déroulait en plusieurs étapes codifiées : la questio formulée sur un texte par le maître, un opponens y formulait des objections, auquel un respondens (en général un bachelier) était chargé d'opposer des contre-arguments de manière à créer un débat d'arguments. Une fois l'ensemble des arguments épuisés, le maître avançait une solution argumentée appelée la determinatio ou solutio que pouvait suivre la réfutation des arguments avancés auparavant contre cette determinatio. Le maître concluait plusieurs jours plus tard par un determinatio magistralis qui donnait lieu à un rapport écrit (la questio disputatio ou reportationis) dans lequel n'étaient pas exposés les débats précédents.
La méthode de la disputatio ne dépendait pas des disciplines enseignées et « il apparaît qu’elle jou[ait] aussi un rôle important dans la recherche universitaire, soit au niveau d’un véritable débat autour d’une question nouvelle, soit par un échange écrit». Les disputatio auxquelles prenaient part tous les maîtres et étudiants d'une faculté s'appelaient disputatio magistrorum. Il pouvait exister des disputatio plus solennelles, notamment pour sanctionner l'accession d'un étudiant au statut de maître.
Néanmoins, c'était les disputatio de quolibet ou de quodlibet (du latin quo : « sur ce que », et libet : « il te plaît ») qui en étaient la forme la plus solennelle. Elles ne se tenaient qu'exceptionnellement dans l'année, voire tous les deux ou trois ans. Les maîtres d'une université se proposaient de répondre à toute question publique posée par l'assistance (quaestiones quodlibetales), dépassant pour l'occasion le cadre des seuls étudiants, auxquels pouvaient se joindre des clercs de tous ordres ou des maîtres d'autres universités.

## Évolution
Après son apparition au XIe siècle comme forme de débat théologique entre les moines, la disputatio se répand au XIIIe siècle sous sa forme universitaire dans le cadre de la logique scolastique. Cette pratique, éminemment théologique, prend un tournant important au XIVe siècle avec le développement de la logique terministe qui laisse une place moins importante à la question théologique au profit d'une étude logico-linguistique des propositions. Les arguments de la disputatio accordent alors une importance nouvelle au sens formel des énoncés plutôt qu'à leur dimension morale. Ainsi, l'inconstante vérité dialectique scolastique se mue en une vérité probable, logique et stable. Ce changement fait de la confrontation entre respondens et opponens un débat à issue unique, ce qui pousse les interlocuteurs à rechercher la domination. Cela a pour conséquence de revêtir cette pratique d'une dimension plus polémique et d'usages qui se rapprochent de plus en plus de la rhétorique. C'est la logique formaliste qui initie le passage de la logique à la rhétorique humaniste qui commence à dominer à partir du XVIe siècle.
La disputatio orale disparaitra progressivement au profit d'une domination absolue de l’écrit sur l’oral, la place du maître devenant écrasante par rapport à celle des étudiants tels qu’ils participaient aux disputes.

## Sources
- Bernard Ribémont, CR de : « Olga Weijers, La « disputatio » dans les Facultés des arts au Moyen Âge », Cahiers de recherches médiévales et humanistes [En ligne], 2003
- Bénédicte Sère, La disputatio dans l’université médiévale, esquisse d’un usage public du raisonnement ?
- Lambertus Marie de Rijk, La philosophie au moyen âge, éd. Brill, Leiden, 1985  (ISBN 90-04-06936-4)

#### Ouvrages
Sources anciennes
- Isidore Loeb, La Controverse religieuse entre les chrétiens et les juifs au Moyen Âge, Paris, 1888, ou dans Revue d'histoire des religions, 1888, 9e année,tome 17, p. 311-337, tome 18, p. 133-156

Sources récentes
- B. C. Bazàn, G. Fransen, J. Wippel, D. Jacquart, Les questions disputées et les questions quodlibétiques dans les Facultés de théologie, de droit et de médecine, éd. Brepols, Turnhout, 1985
- Gilbert Dahan, Les Intellectuels chrétiens et les Juifs au Moyen Âge, Recension de l'ouvrage par Dominique Poirel sur le site Persée
- Olga Weijers, "La ‘disputatio’ à la Faculté des arts de Paris (1200-1350 environ)", éd. Brepols, Turnhout, 1995
- Olga Weijers, La ‘disputatio’ dans les Facultés des arts au Moyen Âge, éd. Brepols, Turnhout, 2002

#### Articles
- Olga Weijers, Quelques observations sur les divers emplois du terme disputatio, in Itinéraires de la raison, Louvain-la-Neuve, 2005, p. 35-48
- Olga Weijers, De la joute dialectique à la dispute scolastique, in Académie des Inscriptions et Belles-Lettres, Comptes rendus des séances de l’année 1999, Paris,

2000, p. 508-518